# Nożyczki fryzjerskie

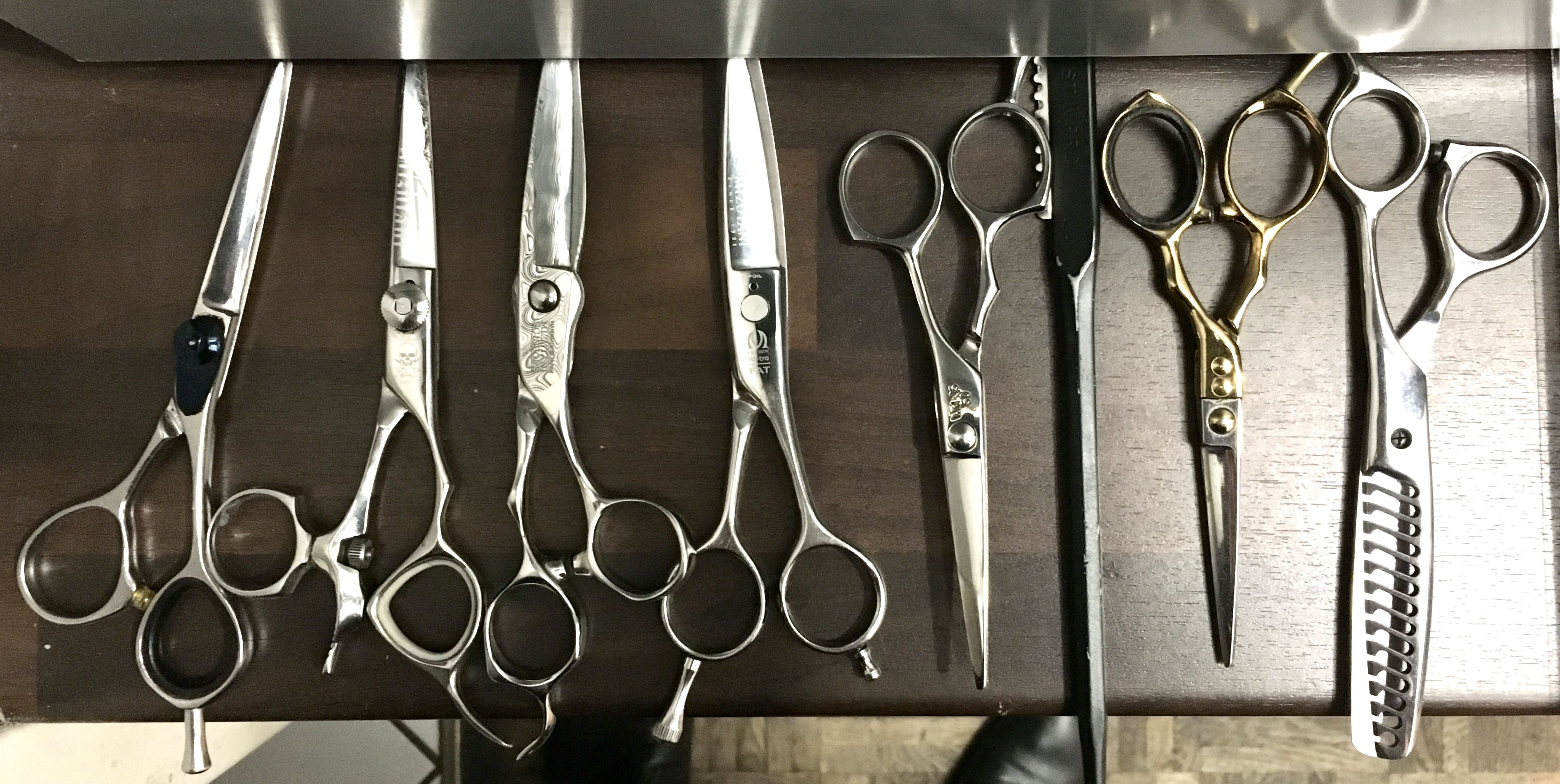
różne typy nożyczek fryzjerskich

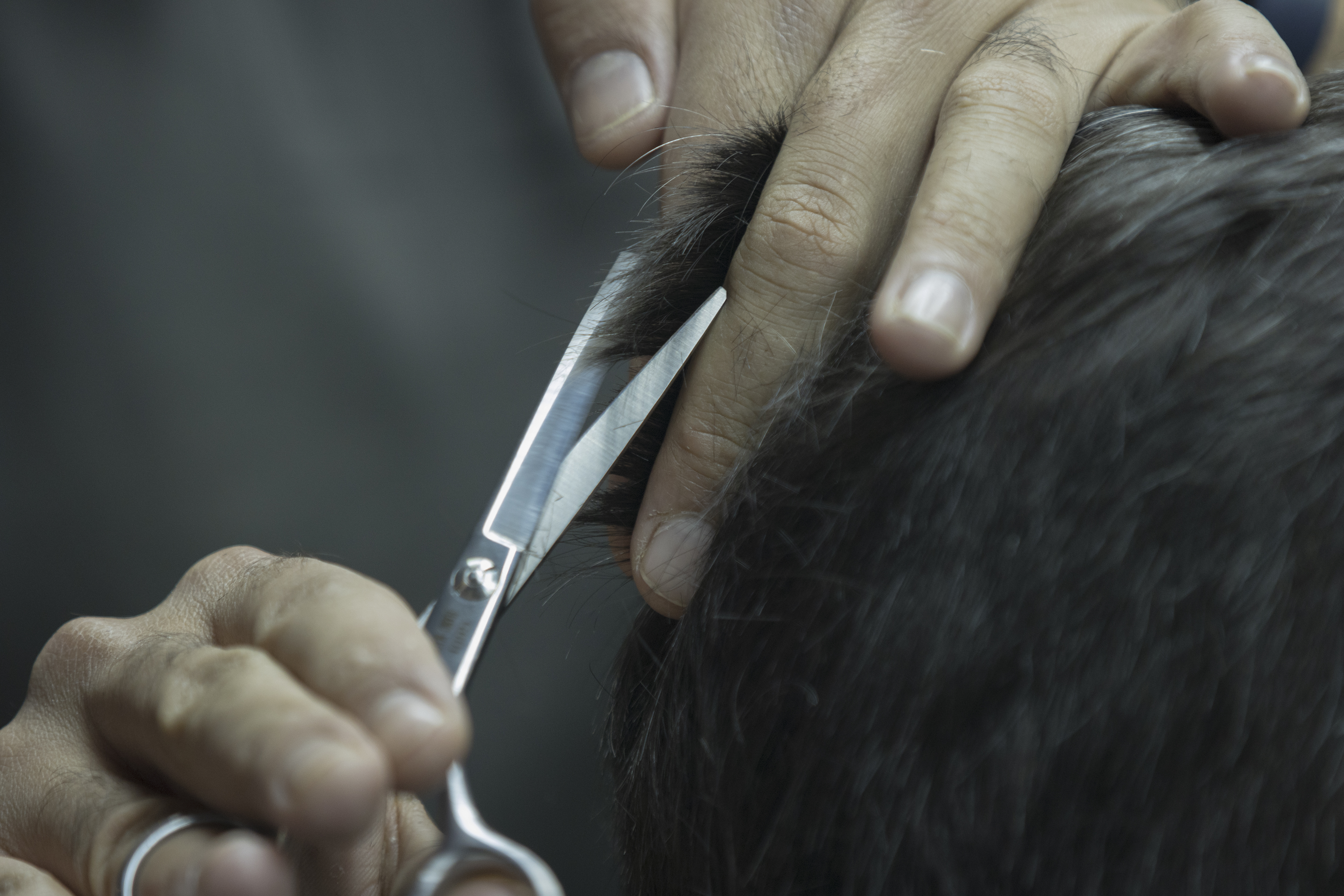
praca nożyczkami fryzjerskimi

Nożyczki fryzjerskie – rodzaj nożyczek; narzędzie stosowane w fryzjerstwie do precyzyjnego cięcia i stylizacji włosów. Używane głównie przez profesjonalistów w salonach fryzjerskich; różnią się od standardowych nożyczek konstrukcją i właściwościami materiałowymi.
Specyficzna konstrukcja zapewnia cięcie włosów z dużą precyzją. Ze względu na warunki pracy wykonane są zazwyczaj ze stali nierdzewnej o wysokiej jakości, która pozwala na dłuższą eksploatację i odporność na korozję. Ostrza są wyprofilowane i naostrzone pod określonym kątem, co umożliwia równomierne cięcie bez szarpania włosów. Nożyczki fryzjerskie projektowane są z myślą o użytkowaniu wielogodzinnym: wyposażone są w uchwyty dostosowane do dłoni fryzjera oraz często posiadają wkładki antypoślizgowe. Istnieją modele z regulacją napięcia ostrzy, co umożliwia dostosowanie nożyczek do indywidualnych preferencji i stylu pracy fryzjera.

## Rodzaje nożyczek fryzjerskich
1. Nożyczki proste – najczęściej używane do podstawowego cięcia włosów. Ich ostrza są gładkie, co pozwala na równe cięcie[7].
2. Degażówki – posiadają jedno lub oba ostrza z ząbkami. Używane są do przerzedzania włosów, nadawania tekstury i zmniejszania objętości fryzury[7].
3. Nożyczki zakrzywione – mają zakrzywione ostrza, które ułatwiają pracę przy konturach i precyzyjnym cięciu, szczególnie przy stylizacjach asymetrycznych[7].